# Драгослав Павловић
Драгослав Павловић (Ниш, 2. фебруар 1979) српски је политичар и актуелни градоначелник Града Ниша, функционер Српске напредне странке (СНС).

## Биографија
Драгослав Павловић рођен је у Нишу, где је завршио основну школу „Свети Сава“ и Гимназију Бора Станковић. Дипломирао је на Електронском факултету у Нишу 27. фебруара 2004. године, стекавши звање дипломираног инжењера електротехнике, смер индустријска енергетика. 
Павловић је своју каријеру започео у ОДС „ЕПС дистрибуција“ д.о.о. Београд, где је радио на различитим позицијама, укључујући директора погона Алексинац, руководиоца сектора за трговину електричном енергијом, директора погона Југ, техничког директора ЕД Ниш, шефа кабинета директора ЕД Југоисток, руководиоца сектора за управљање ЕД Ниш и руководиоца погона Алексинац.
Од 15. јула 2016. године, Павловић је обављао послове помоћника градоначелника Ниша за привреду и инвестиције, а 18. октобра 2017. године постављен је за вршиоца дужности директора Јавног комуналног предузећа „Медиана“ Ниш.  Поред професионалних активности, Павловић је члан Управног одбора Рукометног савеза Србије од 14. октобра 2016. године.
Павловић је завршио бројне стручне курсеве, укључујући курс за аудитора у поступку сертификације предузећа, курс за менаџере у организацији Факултета организационих наука из Београда и курс за односе са јавношћу у организацији Art of Business Ltd. из Београда. Добро влада енглеским језиком, а знање је стекао боравком у Лондону и дипломом школе St. George’s, признатом од стране British Council-а.
На првој седници Скупштине Града Ниша, изабран је за градоначелника Града Ниша. Његов заменик је Лука Гашевић.